# تشاك لافي
تشاك لافي (بالإنجليزية: Chuck Levy)‏ هو لاعب كرة قدم أمريكية أمريكي، ولد في 7 يناير 1972 في توررانسي في الولايات المتحدة.

## وصلات خارجية
- تشاك لافي على موقع مرجع كرة القدم المحترفة.كوم (الإنجليزية)